# چارلز آفلی هاروی
چارلز آفلی هاروی (انگلیسی: Charles Harvey؛ ۱۶ ژوئیه ۱۸۸۸ – ۱۱ اکتبر ۱۹۶۹) فرد نظامی اهل بریتانیا بود. وی همچنین برندهٔ جوایزی همچون صلیب نظامی شده‌است.